# Jean-Marie Géhu
Jean-Marie Géhu, né le 2 avril 1930 à Landrecies et mort le 15 février 2014 à Dunkerque,, est un botaniste français, professeur de botanique à l'université de Lille. Il est surtout connu pour ses travaux en phytosociologie et en écologie végétale.

## Carrière universitaire
Jean-Marie Géhu présente sa thèse de doctorat en 1961 à la faculté de médecine et de pharmacie de Lille, sur les groupements végétaux du bassin de la Sambre française. Il enseigne à partir de 1963 à l’université de Besançon, avant de retourner en 1968 à la faculté de pharmacie de Lille et d'y être nommé professeur de botanique. En 1975, avec son épouse Jeannette Géhu-Franck (1922-2019), au Hameau de Haendries, à Bailleul, il fonde le Centre régional de phytosociologie, agréé Conservatoire botanique national de Bailleul depuis 1991. Il y transfère en 1994 la bibliothèque de la Station internationale de géobotanique méditerranéenne et alpine de Montpellier.
À partir de 1981, il achève sa carrière d’enseignant-chercheur à la tête du laboratoire de botanique et de phytocœnologie de la faculté de pharmacie de l’université Paris Descartes.
Le 20 mars 1992, l’université de Camerino le nomme docteur honoris causa en sciences naturelles. Il est chevalier de la Légion d'honneur depuis le 31 décembre 2001.

## Travaux phytosociologiques
Dans la ligne de ses maîtres Reinhold Tüxen et Josias Braun-Blanquet, Jean-Marie Géhu est connu principalement pour ses travaux de phytosociologie et d'écologie végétale et d'étude de la végétation appliquée à la conservation de l'environnement. Il est le fondateur de l’Amicale internationale de phytosociologie. Il soutient la création d'associations nationales de phytosociologie dans des pays d'Europe, en Argentine ou en Algérie et participe ainsi à la création de la Fédération internationale de phytosociologie. En 2002, il est également cofondateur de la Société française de phytosociologie.
Il joue un grand rôle dans la caractérisation des communautés végétales d'Algérie.
Avec Franco Pedrotti, il s'occupe de la publication de deux revues internationales sur les végétations européennes. À partir de 1971, l'Amicale de phytosociologie publie les vingt-neuf volumes de Colloques phytosociologiques, actes de vingt-sept rencontres de dimension internationale organisée par elle, puis, à partir de 1969, les Documents phytosociologiques, sous l’impulsion de Jean-Marie Géhu et le parrainage de Josias Braun-Blanquet et Reinhold Tüxen. Jusqu’en 1976, la première série compte vingt fascicules. En 1982, elle devient la revue officielle de l’Association amicale francophone de phytosociologie.
Avec une dizaine d’autres phytosociologues français, Géhu est le fondateur du Prodrome des végétations de France.

## Distinctions et hommages
En 1992, Géhu se voit décerner le diplôme de docteur honoris causa en sciences naturelles par l’université de Camerino avec laquelle il collabore depuis de nombreuses années et, en novembre 2015, la même université inaugure une plaque à sa mémoire à la bibliothèque du Département de botanique et d’écologie.

## Œuvres
Jean-Marie Géhu est l'auteur de plus de 480 documents, articles ou livres.

### Ouvrages
- Léon Delvosalle et Jean-Marie Géhu, L'herborisation générale de la Société Royale de Botanique de Belgique en 1967 dans le sud du Massif Armoricain, Bruxelles, coll. « Mémoires de la société royale de botanique de Belgique » (no 4), 1969, 52 p.
- W.G. Beeftink & Jean-Marie Géhu, Spartinetea Maritimae (R. Tüxen 1961) W.G. Beeftink, J.-M. Géhu, T. Ohba, R. Tüxen 1971, Lehre, J. Cramer, coll. « Prodrome des Groupements Végétaux d'Europe » (no 1), 1973, 43 p. (ISBN 3-7682-5301-5)
- Jean-Marie Géhu (éditeur), Colloque International sur la Végétation des Landes d'Europe Occidentale (Nardo : Callunetea), Lille, Association internationale de phytosociologie, 1973, 381 p.
- Jean-Marie Géhu, Carte phytosociologique de la végétation naturelle potentielle du Nord de la France au 1 : 250000, Bavay, 1979, 1 carte
- Jean-Marie Géhu (responsable scientifique), Étude phytocoenotique analytique et globale de l'ensemble des vases et prés salés et saumatres de la façade atlantique française : Rapport de synthèse, Bailleul, 1979, 514 p.
- Marcel Bournérias, Jean-Marie Géhu, Roland Behr, Georges Henri Parent et jacques Duvigneaud, Inventaire des sites botaniques remarquables présents dans la feuille « Mézières » de la carte de la végétation de la France au 1 : 200.000, Chapelle-lez-Herlaimont, coll. « Entente nationale pour la protection de la nature :  Document » (no 5), 1981, 20 p.
- (en) K. S. Dijkema (éditeur scientifique), W. G. Beeftink, J. P. Doody, Jean-Marie Géhu, B. Heydemann et Salvador Rivas Martínez, Study on European Salt Marshes and Salt Steppes, Strasbourg, 1983, 193 p.
- K. S. Dijkema (éditeur scientifique), W. G. Beeftink, J. P. Doody, Jean-Marie Géhu, B. Heydemann et Salvador Rivas Martínez, La Végétation halophile en Europe (prés salés), Strasbourg, Conseil de l'Europe, 1984, 179 p.
- Lucien Durin, James Franck et Jean-Marie Géhu, Flore illustrée de la région Nord-Pas Calais : et des territoires voisins pour la détermination aisée et scientifique des plantes sauvages, Bailleul, Centre Régional de Phytosociologie, 1989, 323 p. ; 2e édition revue et corrigée, Bailleul, 1996, 325 p.  (ISBN 2909024083)
- André Caudron, Jeannette Géhu-Franck et Jean-Marie Géhu, Synoptique illustré des usages et formulations thérapeutiques des plantes, Bailleul, Centre régional de phytosociologie, 1991, 423 p. (ISBN 2-909024-00-8)
- Jacques Bardat, Frédéric Bioret, Michel Botineau, Vincent Boullet, René Delpech, Jean-Marie Géhu, Jacques Haury, Alain Lacoste, Jean-Claude Rameau, Jean-Marie Royer, Georges Roux et Jean Touffet, Prodrome des végétations de France, Paris, Muséum national d'histoire naturelle, coll. « Patrimoines naturels » (no 61), 2004, 171 p. (ISBN 2-85653-563-1)

### Articles
Jean-Marie Géhu est l'auteur de plusieurs centaines d'articles. Parmi les principaux on peut citer :
- « Les groupements végétaux du bassin de la Sambre française (Avesnois, Département du Nord, France) », Vegetatio, vol. 10,‎ 1961, p. 69-148, 161-208 et 257-372.

### Édition scientifique
Jean-Marie Géhu est aussi l'éditeur des Documents phytosociologiques (vol. 1, 1972 à 20, 1977) et de la collection des « Colloques phytosociologiques » :
1. La Végétation des dunes maritimes (Paris - 1971), Vaduz, J. Cramer, 1975, 283 p. (ISBN 3-7682-0959-8)
2. (en) La Végétation des landes d'Europe occidentale (Lille - 1973), Vaduz, J. Cramer, 1975, 396 p. (ISBN 3-7682-0971-7)
3. La Végétation des forêts caducifoliées acidiphiles (Lille - 1974), Vaduz, J. Cramer, 1975, 395 p. (ISBN 3-7682-0965-2)
4. La Végétation des vases salées (Lille - 1975), Vaduz, J. Cramer, 1976, 520 p. (ISBN 3-7682-1053-7)
5. La Végétation des prairies inondables (Lille - 1976), Vaduz, J. Cramer, 1978, 362 p. (ISBN 3-7682-1178-9)
6. La Végétation des pelouses sèches à thérophytes (Lille - 1977), Vaduz, J. Cramer, 1978, 366 p. (ISBN 3-7682-1207-6)
7. La Végétation des sols tourbeux (Lille - 1978), Vaduz, J. Cramer, 1980, 494 p. (ISBN 3-7682-1260-2)
8. Les Végétations aquatiques et amphibies (Lille - 1981), Vaduz, J. Cramer, 1983, 520 p. (ISBN 3-7682-1383-8)
9. La Végétation des pelouses calcaires (Strasbourg - 1982), Vaduz, J. Cramer, 1984, 647 p. (ISBN 3-7682-1383-8)
10. Les Végétations Nitrophiles et Anthropogenes (Bailleul - 1983), Vaduz, J. Cramer, 1985, 610 p. (ISBN 3-443-70001-2) et Les Mégaphorbiaies (Séminaire : Bailleul - 1984), Berlin, J. Cramer, 1985, 191 p. (ISBN 3-443-70001-2)
11. Végétation et Géomorphologie (Bailleul - 1985), Berlin, J. Cramer, 1985, 876 p.